# Nebulosa

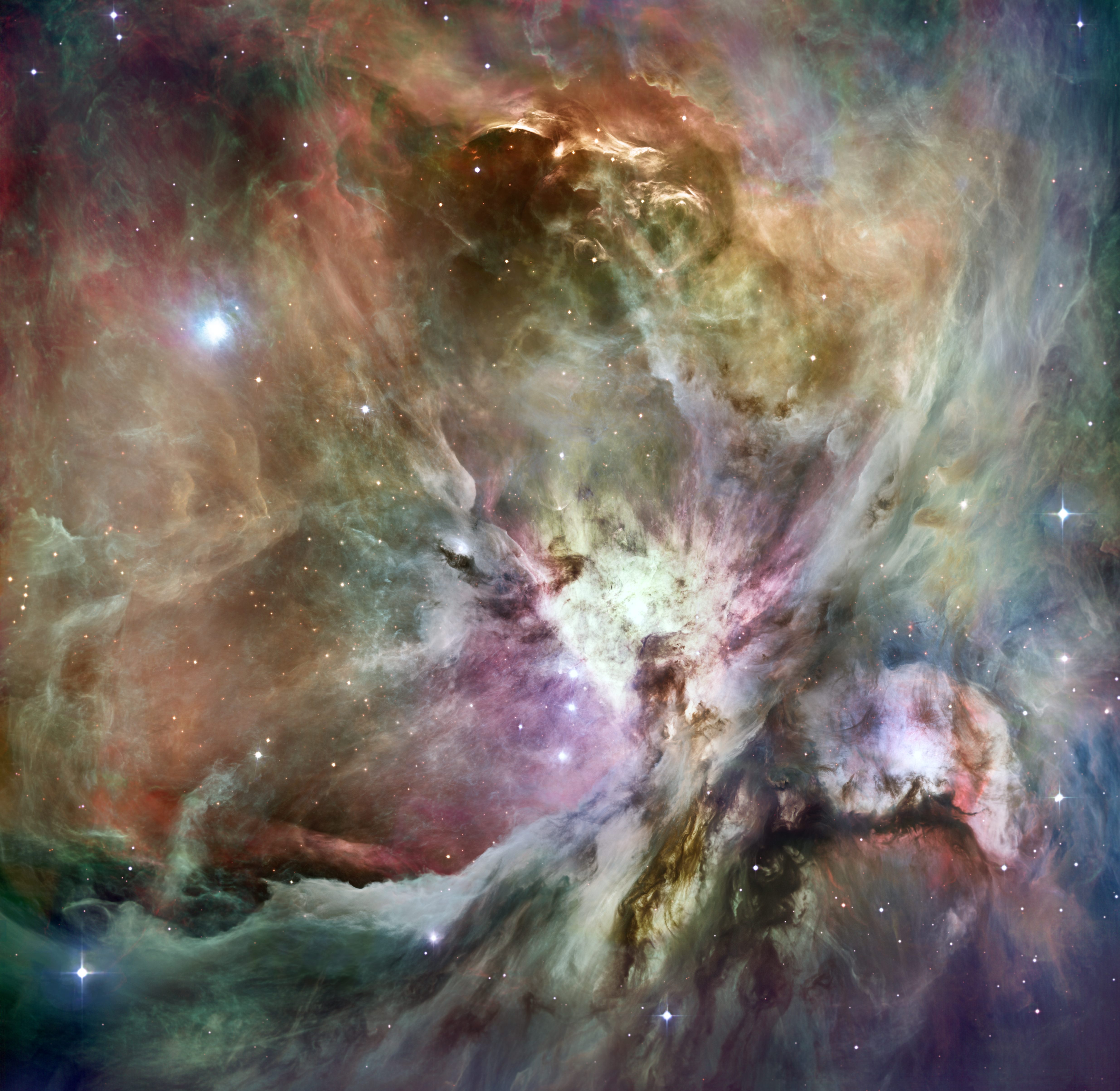
Nebulosa de Órion.

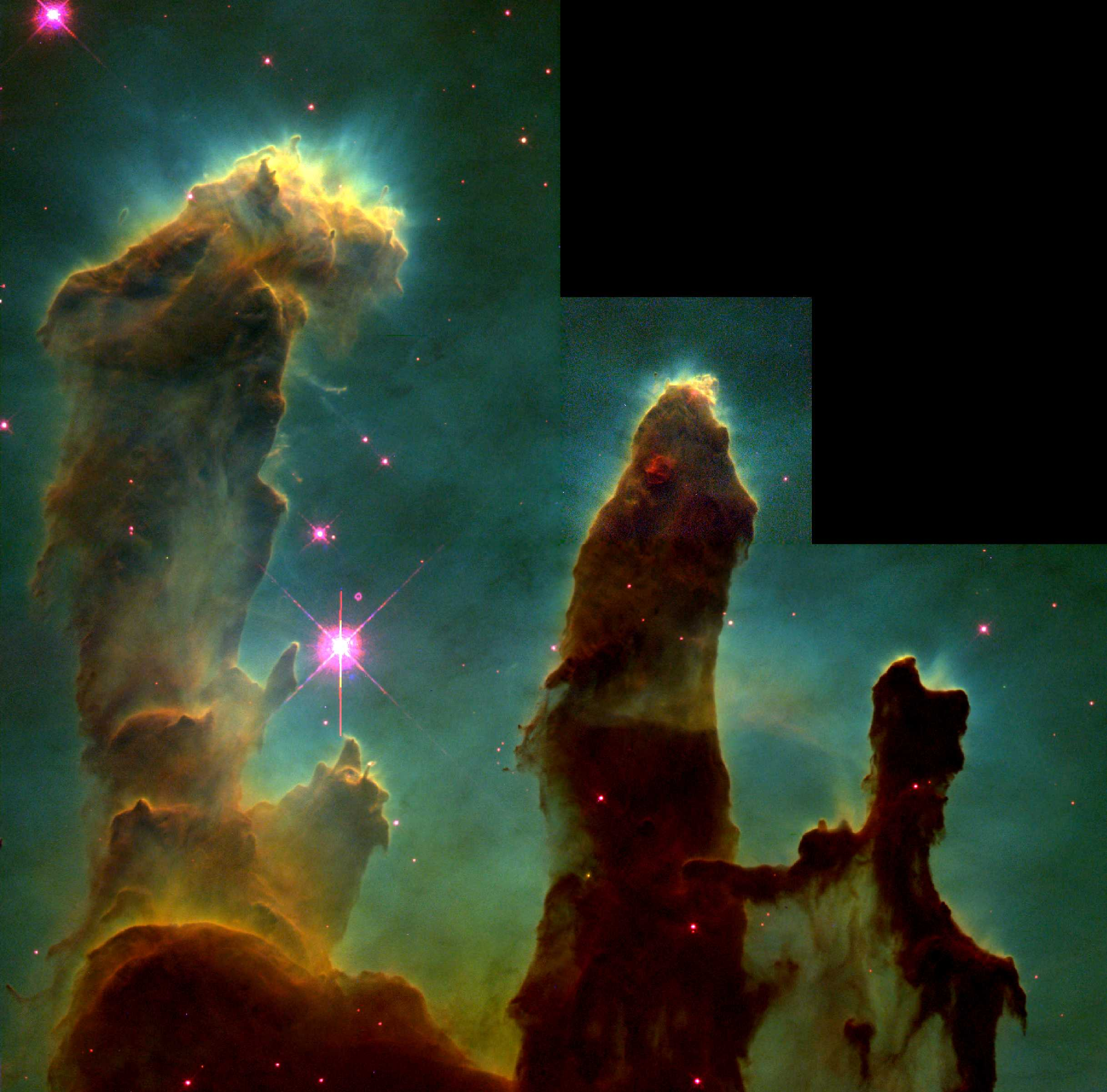
"Os Pilares da Criação", na Nebulosa da Águia.

Na astronomia, uma nebulosa (do latim "nubes": "nuvem"), também conhecida como nébula, é uma nuvem interestelar de poeira e gases (hidrogênio, hélio e ionizados). Originalmente, nebulosa era o nome de qualquer corpo celeste difuso, inicialmente observado e nomeado por Ptolomeu, incluindo galáxias, como a Galáxia de Andrômeda, por exemplo, era atribuída como Nebulosa de Andrômeda, antes da verdadeira natureza das galáxias ser confirmada no início do século XX.
A maioria das nebulosas são de tamanho vasto, abrangendo tamanhos de até centenas de anos luz de diâmetro. Embora mais densas que o espaço que as acercam, a maioria das nebulosas são muito menos densas que qualquer vácuo criado em ambiente terrestre - uma nuvem nebular de tamanho da Terra pesaria apenas alguns quilogramas.
Nebulosas são muitas vezes regiões de formações estrelares, como a Nebulosa da Águia. Essa nebulosa é retratada em uma das imagens mais famosas da NASA, os "Pilares da Criação". Nessas regiões a formação de gás, poeira e outros materiais amontoam-se para formar massas maiores, nas quais atraem mais massas, e eventualmente se tornarão maciças o suficiente para se tornarem estrelas. Os materiais remanescentes são acreditados formarem planetas, e outros objetos de sistemas planetários.

## Etimologia
A palavra “nebulosa” vem do termo em latim "nubes", que faz referência a “nuvem”, e designa nuvens grandes e irregulares formada por gás e poeira existem em meio ao espaço interestelar.
Originalmente, “nebulosa” era o nome dado à qualquer corpo celeste que tinha a aparência difusa, incluindo galáxias além da Via Láctea, surgindo as classes “nebulosas galácticas”. Como por exemplo a  Galáxia de Andrômeda que era nomeada como Nebulosa de Andrômeda - e as galáxias espirais em geral como "nebulosas espirais" - antes da verdadeira natureza das galáxias ser confirmada no início do século XX pelos astrônomos Vesto Melvin Slipher, Edwin Powell Hubble e, outros.

## História observacional
Por volta do ano 150, Cláudio Ptolomeu registrou, nos livros VII-VIII da sua coleção Almagesto, cinco estrelas que pareciam sem forma definida, nebulosas semelhante a nuvens. Ele também notou uma região de nebulosidade entre as constelações de Ursa Maior e Leo que não estavam associadas com nenhuma estrela. A primeira nebulosa verdadeira, distinta de um aglomerado estelar, foi mencionada pelo astrônomo Persa/Muslin, Abd al-Rahman al-Sufi, em seu livro Livro das Estrelas Fixas (964). Ele notou "uma pequena nuvem" onde a Galáxia de Andrômeda está localizada. Ele também catalogou o aglomerado estrelar Omicron Velorum como uma "estrela nebulosa" e outros objetos nebulosos, como o Aglomerado de Al Sufi. A supernova que criou a Nebulosa do Caranguejo, a SN 1054, foi observada por astrônomos árabes e chineses em 1054.
Em 26 de novembro de 1610, o astrônomo Nicolas-Claude Fabri de Peiresc descobriu a Nebulosa de Órion usando um telescópio. Essa nebulosa também foi observada por Johann Baptist Cysat em 1618. Entretanto, o primeiro estudo detalhado da Nebulosa de Órion não seria escrito até 1659 por Christiaan Huygens, o qual acreditou ser a primeira pessoa a descobrir essa nebulosidade.
Em 1715 Edmond Halley publicou uma lista de seis nebulosas. Este número cresceu firmemente durante o século, com Jean-Philippe de Chéseaux compilando uma lista de 20 nebulosas (incluindo oito previamente conhecidas) em 1746. De 1751 a 1753 Nicolas Louis de Lacaille catalogou 42 nebulosas do Cabo da Boa Esperança, sendo a maioria dessas desconhecidas previamente. Charles Messier então compilou um catálogo de 103 "nebulosas" (agora chamados de Objetos de Messier, nos quais incluíam o que agora sabe-se que são galáxias) em 1781; o seu principal interesse era detectar cometas.
O número de nebulosas expandiu exponencialmente graças aos esforços de William Herschel e sua irmã Caroline Herschel. Seu livro Catálogo das Mil Novas Nebulosas e Aglomerados de Estrelas foi publicado em 1786. Um segundo catálogo de mil foi publicado também em 1789 e o terceiro e final, contendo 510, apareceu em 1802. Durante grande parte de seu trabalho, William Herschel acreditou que essas nebulosas eram apenas aglomerados de estrelas irresolutos. Em 1790, entretanto, ele descobriu uma estrela cercada de nebulosidade e concluiu que esta era uma verdadeira nebulosa, ao invés de um aglomerado mais distante.
No início de 1864, William Huggins examinou os espectros de cerca de 70 nebulosas. Ele descobriu que cerca de um terço deles tinha o espectro de emissão de um gás. O restante mostrou um espectro contínuo e, portanto, foram pensados para consistir em uma massa de estrelas. Uma terceira categoria foi adicionada em 1912 quando Vesto Slipher mostrou que o espectro da nebulosa que cercou a estrela Merope combinou os espectros do conjunto aberto de Plêiades. Assim, a nebulosa irradia-se pela luz da estrela refletida.
Por volta de 1922, após o Grande Debate, ficou claro que muitas "nebulosas" eram de fato galáxias distantes da nossa.
Slipher e Edwin Hubble continuaram coletando os espectros de muitas nebulosas difusas, encontrando 29 que mostraram espectros de emissão e 33 que tiveram o espectro contínuo da luz de estrela. Em 1922, Hubble anunciou que quase todas as nebulosas são associadas com as estrelas, e sua iluminação vem da luz da estrela. Ele também descobriu que as nebulosas do espectro de emissão estão quase sempre associadas a estrelas com classificações espectrais de B1 ou mais quentes (incluindo todas as estrelas de sequência principal tipo O), enquanto as nebulosas com espectros contínuos aparecem com estrelas mais frias. Tanto Hubble quanto Henry Norris Russell concluíram que as nebulosas que cercam as estrelas mais quentes são transformadas de alguma maneira.

## Tipos
Algumas nebulosas são formadas majoritariamente por matéria (gás e poeira) que desagregaram-se de estrelas próximo ao fim da vida — como as que explodem em supernovas - outras são berçários formando novas estrelas em seu interior, através da aglutinação desta matéria devido a ação gravitacional.

### Nebulosas de emissão
Nebulosas de emissão são nuvens de gás com temperatura alta. Os átomos na nuvem são energizados por luz ultravioleta de uma estrela próxima e emitem radiação quando decaem para estados de energia mais baixos (luzes de néon brilham praticamente da mesma maneira). Nebulosas de emissão são geralmente vermelhas, por causa do hidrogênio, o gás mais comum do Universo e que comumente emite luz vermelha.

### Nebulosas de reflexão
Nebulosas de reflexão são nuvens de poeira que simplesmente refletem a luz de uma estrela ou estrelas próximas. Nebulosas de reflexão são geralmente azuis porque a luz azul é espalhada mais facilmente. Nebulosas de emissão e de reflexão são geralmente vistas juntas e são às vezes chamadas de nebulosas difusas.

### Nebulosas escuras
Existem também as nebulosas escuras, elas são nuvens de gás e poeira que impedem quase completamente a luz de passar por elas, são identificadas pelo contraste com o céu ao redor delas, que é sempre mais estrelado ou luminoso. Elas podem estar associadas à regiões de formação estelar. Exemplos são a nebulosa saco de carvão e a nebulosa cabeça de cavalo.

### Nebulosas planetárias
As nebulosas planetárias receberam esse nome de William Herschel porque quando foram vistas ao telescópio pela primeira vez, elas se pareciam com um planeta, posteriormente se descobriu que elas eram causadas por material ejetado de uma estrela central. Este material é iluminado pela estrela central e brilha, podendo ser observado um espectro de emissão. A estrela central normalmente termina como uma anã branca.